# Чартерная авиакомпания
Чартерная компания использует авиационную технику на чартерной основе, её рейсы не подчиняются обычному расписанию, а согласуются с требованиями клиента. Многие регулярные авиакомпании также выполняют чартерные рейсы, однако они не классифицируются как чартерные авиакомпании.
С развитием массового туризма чартерные рейсы приобрели новое направление развития — перевозку туристов в курортные и туристические города. Такие чартерные рейсы противопоставляют регулярным рейсам, но они фактически работают по постоянному расписанию. Однако в этом случае билеты продаются не непосредственно чартерной авиакомпанией пассажиру, а туристическим операторам, которые заказывают чартерный рейс (иногда совместно с другими туроператорами).
Также чартерные авиакомпании обычно перевозят пассажиров, которые заказали индивидуально или небольшой группой рейс к морским курортам, историческим местам или портам, где их ожидает круизное судно, иногда самолёт нанимается для довольно большой группы, например, спортивной команды или воинского подразделения.
Обычно стоимость чартерного рейса входит в стоимость путёвки, в которую также входят трансферы в/из аэропорта к отелю проживания и стоимость проживания в отеле, а также, возможно, другие услуги. Тем не менее, в ряде стран антимонопольным законодательством запрещено включать перелёты в стоимость путёвки общей суммой, и туристы могут приобретать пакет, включающий только перелёт к месту назначения и обратно. Такие пакеты обычно дешевле стоимости билета регулярной авиакомпании. Кроме того, чартерные авиакомпании часто работают на маршрутах или в аэропортах, где нет никакого регулярного сообщения. Большая часть пассажиропотока через аэропорты маленьких и средних размеров в Великобритании состоит из чартерных рейсов, и выживание этих аэропортов часто зависит от аэропортовых сборов, которые они получают от чартерных авиакомпаний.
Многие регулярные авиакомпании полного сервиса (то есть продающие билеты непосредственно пассажирам) открывают чартерные подразделения, так как не могут в полной мере конкурировать с чартерными авиакомпаниями. Кроме того, некоторые грузовые авиакомпании иногда перевозят пассажиров на своих самолётах. С другой стороны, некоторые чартерные авиакомпании расширили спектр оказываемых услуг в соответствии с требованиями рынка.
Экономика чартерных рейсов обычно предполагает порядка 100 % проданных мест.
В настоящее время, в России практически не осталось классических чартерных компаний. Они не выдержали конкуренции перед крупными компаниями, имеющими сеть регулярных линий и также работающих на чартерах. Из существующих в данное время компаний в России, как чисто чартерные можно отметить Azur Air, Royal Flight (владелец: Coral Travel) и Ifly Airlines — эти компании не имеют регулярных маршрутов, а работают только на чартерах.